# Simone Kucher
Simone Kucher (* 1973 in Ellwangen) ist eine deutsche Schriftstellerin. Sie lebt in Berlin.

## Leben
Kucher studierte an der Ludwig-Maximilian-Universität in München Theaterwissenschaft und Neuere Deutsche Literatur und in Berlin an der Humboldt-Universität ebenfalls Neuere Deutsche Literatur bei Inge Stephan und auch Gender Studies bei Christina von Braun.
Im Jahr 2004 erreichte sie ihren Abschluss in Theaterwissenschaft an der Freien Universität Berlin bei Doris Kolesch. Während des Studiums lebte sie eine Zeit in Oakland und arbeitete als Dramaturgieassistentin am American Conservatory Theatre in San Francisco bei Paul Walsh.
Von 2005 bis 2006 wurde sie mit ihren ersten Theaterstücken Silent Song und Helikopter-Quartett zu Veranstaltungen wie den Münchner Kammerspielen, Neue Stücke aus Europa der Theaterbiennale Wiesbaden, Theater St. Gallen und Internationale Schillertage des Nationaltheaters Mannheim eingeladen.
2016 wurde sie mit ihrem Stück Eine Version der Geschichte, das den Genozid an den Armeniern thematisiert, zum Stückemarkt des Berliner Theatertreffens und 2018 zu den Autorentheatertagen am Deutschen Theater Berlin eingeladen. Das Stück wurde ins Englische, Tschechische und Französische übersetzt. Seit 2015 schreibt sie außerdem Hörspiele. Für die Hörspiele playgrounds zusammen mit dem Komponisten Petros Ovsepyan, und Nach dem Essen  bekam sie Förderungen von der Film- und Medienstiftung NRW. Mit dem Komponisten Petros Ovsepyan schrieb sie weiterhin ein Musiktheaterstück im Rahmen der Klangwerkstatt Berlin. Ihre Stücke und Hörspiele erscheinen im Verlag der Autoren.
Sie unterrichtet Kreatives Schreiben an der Frankfurt University of Applied Sciences und Szenisches Schreiben an der Hochschule für Musik und Theater Rostock.

## Werke

### Prosa
- Die lichten Sommer, Kjona Verlag, München 2024, ISBN 978-3-910372-19-1

### Theaterstücke (Auswahl)
- Falls City. Uraufführung 2005, Rote Fabrik Zürich, Regie/Co-Autor: Bernhard Mikeska
- Helikopter-Quartett. Werkstattinszenierung 2005, Vorstadt-Theater Basel, Regie: Ursina Greuel[9]
- Silent Song. Uraufführung 2009, Musikverein Wien, Regie: Erhard Pauer[10]
- Im Licht – Pola Negri, Uraufführung 2011, Brotfabrik Berlin, Regie: Holger Müller-Brandes[11]
- Eine Version der Geschichte. Uraufführung 2018, Deutsches Theater Berlin und Schauspielhaus Zürich, Regie: Marco Milling[12][13]
- Nach dem Essen. Uraufführung 2023, Theater Regensburg, Regie: Gustav Rueb[14]

### Hörspiele
- Der Stimme ihren Ort zurück (WDR 3, 2015, Regie: Jörg Schlüter)
- Von einem zum anderen Tag (WDR3, 2017, Regie: Claudia Johanna Leist)
- Playgrounds (WDR3, 2019, Regie: Claudia Johanna Leist)
- Nach dem Essen (WDR3, 2020, Regie: Claudia Johanna Leist)

### Schriften
- Silent Song. In: Theater der Zeit 2009. ISSN 0040-5418
- Alles wär' so klar. In: Punk Stories.Langen/Müller 2011, ISBN 978-3-7844-8036-7

## Auszeichnungen
- 2005: Einladung zur 3. Nacht der Dramatiker, Münchner Kammerspiele
- 2005: Einladung zum Dramatikerworkshop der Internationalen Schillertage, Nationaltheater Mannheim
- 2006: Einladung zum Dramatikerworkshop der Theaterbiennale Wiesbaden Neue Stücke aus Europa
- 2009: Einladung zu den 3. St. Galler Autorentagen
- 2016: Einladung zum Stückemarkt des Berliner Theatertreffens
- 2017: Hörspielförderung für das Hörspiel playgrounds Film- und Medienstiftung NRW[15]
- 2018: Einladung zu den Autorentheatertagen des Deutschen Theaters Berlin
- 2019: Hörspielförderung für das Hörspiel Nach dem Essen Film- und Medienstiftung NRW[16]
- 2021: Recherchestipendium für Literatur des Berliner Senats[17]
- 2022: Arbeitsstipendium für Literatur des Berliner Senats[18]
- 2025: Literaturstipendium des Landes Baden-Württemberg für den Roman "die lichten Sommer"[19]